# 가미토요타역
가미토요타역(일본어: 上豊田駅, かみとよたえき)은 일본 아이치현 도요타시에 소재하는 나고야 철도 도요타선의 역이다. 역 번호는 TT01이다.

## 역 구조
상대식 승강장 2면 2선의 지상역이다. 경사지에 있고, 역사 밑에 플랫폼이 있지만 플랫폼의 일부는 지상에 있다.
오랫동안 자동 개찰기도 없는 무인역이었지만 현재는 역 집중 관리 시스템(관리는 도요타 시 역) 도입에 따라 자동 개찰기가 설치되어 있다. 출입구는 1개 있다. 엘리베이터, 에스컬레이터는 설치되지 않았다.

### 승강장
| 번호 | 노선        | 방향 | 행선                                        |
| ---- | ----------- | ---- | ------------------------------------------- |
| 1    | ■ 도요타 선 | 상행 | 도요타 시 방면                              |
| 2    | ■ 도요타 선 | 하행 | 아카이케・후시미・가미오타이・이누야마 방면 |

## 역 주변
- 사나게 어드벤처 필드
- 아이치 현립 도요타 고등학교
- 도요타 시립 우메쓰보다이 중학교
- 도요타 시립 조스이 중학교
- 도요타 공업 고등 전문학교
- 아이치 환상 철도선 시고 역
- 미니스톱 가미토요타 역전점

## 역사
계획 시 가칭은 우에하라 역이었지만 역 위치가 가미하라마치와 오시미즈마치의 경계 부근이었던 것도 있어서 가미토요타 역으로 변경되었다.
- 1979년 7월 29일: 영업 개시. 개업 당초에는 무인역이었음.
- 1996년 3월 1일: 역사 개축, 역무원 배치.
- 2003년 10월 1일: 트랜 패스 사용 개시에 따라 역 집중 관리 시스템 도입.
- 2011년 2월 11일: IC카드 승차권 "manaca" 공용 개시.
- 2012년 2월 29일: 트랜 패스 공용 종료.

## 인접역
| 나고야 철도 ■ 도요타선    | 나고야 철도 ■ 도요타선 | 나고야 철도 ■ 도요타선       |
| ------------------------- | ---------------------- | ---------------------------- |
| TT02 조스이 아카이케 방면 |                        | 우메쓰보 MY08 도요타 시 방면 |